# 琴吹さくら
琴吹 さくら（ことぶき さくら、1988年7月20日 - ）は、日本のAV女優。ベネスプロモーション所属。
出身地:東京都。身長:159cm。スリーサイズ:B88(E-70)・W60・H87。
趣味・特技:ピアノ、バレエ、書道、サルサ

## 略歴
2008年にAVデビュー。

## 出演作品

### アダルトビデオ
2008年
- ザ・カメラテスト キミみたいな娘、初めてだよ 私そんな変態じゃないです!事務所に言わないで下さい （4月11日、アテナ映像）オムニバス作品
- 美乳マゾ令嬢 （4月22日、アヴァ） ※「桜木さくら」名義
- OL体罰 3 （8月1日、中嶋興業）

2009年
- 調教限界2 全てを受け入れた10人の女達 （1月7日、アタッカーズ）オムニバス作品
- 監獄病棟の女 （1月16日、大洋図書）
- 真咲南朋の手コキDEビンタ （9月11日、サンクチュアリ）

## 電子書籍

### デジタル写真集
2008年
- 寸止めコスり娘 ドMな女子大生 （5月22日、イースト・プレス）
- パイパン女子大生と即マン! （5月29日、イースト・プレス）